# Дубльорът
„Дубльорът“ е български игрален филм (драма) от 1974 година на режисьора Иля Велчев, по сценарий на Райна Томова. Оператор е Красимир Костов, художник е Константин Джидров, музиката е на Митко Щерев.
Награда на кинофестивала „Златна роза“.
Продаден е в много страни.
Филмът е гледан от над 1 000 000 зрители в България.

## Сюжет
Иван, странен, затворен млад мъж, работи на строежа на голяма водна каскада. Елена е актриса, играе първите си роли в театъра на градчето до каскадата. Изнервена и недоволна от живота си, обикаля с трупата из провинциални зали. Нощем Иван и неговите приятели правят гонки с камиони по планинските пътища. В една такава нощ се запознава с Елена, помага на повредения автобус с актьорите. Тяхната любов в началото щастлива, става все по неравностойна и болезнена, след като тя е поканена да снима главна роля в игрален филм на известния режисьор Боян Панов. Това е нейната сбъдната мечта и шанс. За да бъдат заедно, Иван става каскадьор във филма – дубльор при рискови сцени. Оставя средата си и своите приятели, пренебрегва възможността да замине да следва, въпреки настояването на бащински настроения към него Калоянов, шеф на каскадата. И се превръща и в дубльор в живота. Прозрението идва бавно, идва след премиерата на филма, когато приятелите му го питат в кой епизод именно е играл. Разбира, че е светил с чужда светлина. Но отразената светлина, дори когато идва от любим човек, обезличава. Иван трябва да реши кое е важното за него – да продължи да се губи като личност или да се раздели с Елена и да бъде себе си.

## Актьорски състав
- Мадлен Чолакова – Елена
- Ириней Константинов – Иван
- Досьо Досев – Калоянов
- Наум Шопов – Боян Панов
- Виолета Донева – Ирина
- Димитър Милушев – Директорът
- Велко Кънев – Божо
- Тодор Георгиев – Пълният
- Людмила Петрова – Момичето
- Георги Георгиев – Грубият
- Иван Григоров – Артиста
- Юрий Ангелов – Васил
- Павел Поппандов – Колега на Иван
- Димитър Хаджиев – Каскадьорът
- Антон Радичев – Колега на Иван
- Иво Момчев
- Люба Петрова
- Владимир Парушев
- Стоян Памуков
- Емил Михов
- Емилия Димитрова
- Кирил Кривобарски